# Bžany (powiat Stropkov)
Bžany – wieś (obec) na Słowacji położona w kraju preszowskim, w powiecie Stropkov. Pierwsze wzmianki o miejscowości pochodzą z 1410 roku.
Według danych z dnia 31 grudnia 2012 roku, wieś zamieszkiwały 164 osoby, w tym 92 kobiety i 72 mężczyzn.
W 2001 roku rozkład populacji względem narodowości i przynależności etnicznej wyglądał następująco:
- Słowacy – 93,14%
- Czesi – 0,57%
- Rusini – 6,29%

Ze względu na wyznawaną religię struktura mieszkańców kształtowała się w 2001 roku następująco:
- Katolicy rzymscy – 10,29%
- Grekokatolicy – 71,43%
- Ewangelicy – 0,57%
- Prawosławni – 16,57%
- Ateiści – 1,14%